# بروك هايوارد
بروك هايوارد (بالإنجليزية: Brooke Hayward)‏ هي ممثلة أمريكية، ولدت في 5 يوليو 1937 في لوس أنجلوس في الولايات المتحدة.

## وصلات خارجية
- بروك هايوارد على موقع IMDb (الإنجليزية)
- بروك هايوارد على موقع قاعدة بيانات برودواي على الإنترنت (الإنجليزية)
- بروك هايوارد على موقع إن إن دي بي (الإنجليزية)
- بروك هايوارد على موقع قاعدة بيانات الفيلم (الإنجليزية)